# Cylistella
Cylistella Simon, 1901 è un genere di ragni appartenente alla famiglia Salticidae.

## Distribuzione
Le 7 specie note di questo genere sono diffuse in America centrale e meridionale, soprattutto in Brasile, Panama e Messico.

## Tassonomia
A maggio 2010, si compone di sette specie:
- Cylistella adjacens (O. P.-Cambridge, 1896) — Messico, Costa Rica
- Cylistella castanea Petrunkevitch, 1925 — Panama
- Cylistella coccinelloides (O. P.-Cambridge, 1869) — Brasile
- Cylistella cuprea (Simon, 1864)[2] — Brasile
- Cylistella fulva Chickering, 1946 — Panama
- Cylistella sanctipauli Soares & Camargo, 1948 — Brasile
- Cylistella scarabaeoides (O. P.-Cambridge, 1894) — Messico, Panama